# Leo Frachtenberg
Leo J. Frachtenberg (1883-1930) was een antropoloog die zich bezighield met indiaanse talen. Hij promoveerde in 1910 aan de Columbia-universiteit onder Franz Boas op de Ohlonetalen uit Oregon. Verder heeft hij onder meer de Chimakuumtalen, Siuslaw en de Shastatalen bestudeerd. Frachtenberg heeft bijgedragen aan het Handbook of American Indian Languages (BAE Bulletin 40) van het Bureau of American Ethnology, waarvoor hij ook Bulletin 67, Alsea texts and myths schreef.

## Gepubliceerd werk
- Andrade, Manuel J.; & Frachtenberg, Leo J. (1931). Quileute texts. Columbia University contributions to anthropology (Vol. 12). New York: Columbia University Press.
- Bernstein, Jay H. (2002) “First Recipients of Anthropological Doctorates in the United States, 1891-1930” American Anthropologist 104 (2): 551-564
- Frachtenberg, Leo J. (1913). Coos texts. California University contributions to anthropology (Vol. 1). New York: Columbia University Press. (Reprinted 1969 New York: AMS Press).
- Frachtenberg, Leo J. (1914). Lower Umpqua texts and notes on the Kusan dialect. California University contributions to anthropology (Vol. 4, pp. 141–150). (Reprinted 1969, New York: AMS Press).
- Frachtenberg, Leo J. (1922). Coos: An illustrative sketch. In Handbook of American Indian languages (Vol. 2, pp. 297–299, 305). Bulletin, 40, pt. 2. Washington:Government Print Office (Smithsonian Institution, Bureau of American Ethnology).

- Bibliothèque nationale de France: cb12512025b (data)
- Gemeinsame Normdatei: 1055164456
- International Standard Name Identifier: 0000 0001 1021 2646
- Library of Congress Control Number: n2002104257
- Nationale Bibliotheek van Israël: 987007373614705171
- Nederlandse Thesaurus van Auteursnamen: 073644552
- SNAC: w62v4wkz
- Système universitaire de documentation: 085856827
- Trove: 1059811
- Virtual International Authority File: 12414034
- WorldCat: E39PBJp9pfqrV4CyV9dj3DgqcP